# Кундиштур
Кундишту́р (рос. Кундыштур, марій. Кундыштӱр) — присілок у складі Совєтського району Марій Ел, Росія. Входить до складу Верх-Ушнурського сільського поселення.
Стара назва — Кундуштур.

## Населення
Населення — 69 осіб (2010; 66 у 2002).
Національний склад (станом на 2002 рік):
- марі — 98 %